# Can Vallmajor
Can Vallmajor és un edifici del municipi de Dosrius (Maresme) inclosa en l'Inventari del Patrimoni Arquitectònic de Catalunya.

## Descripció
Està situat sobre Dosrius, dominant la vall de la riera d'Argentona, la masia consta de dos edificis. El primer, el dels propietaris, té cinc cossos, tres dels quals són de la primitiva construcció i la resta ampliació (35 m de llarg el conjunt). Pertanyent al I grup, la façana està dominada pel portal rodó, les finestres i les construccions de pedra granítica.
L'altre edifici, el dels masovers, té tres cossos perpendiculars a la façana principal, amb la teulada de frontó per la mateixa façana.

## Història
La família Vallmajor conserva la documentació i l'arbre genealògic, en el qual hi ha noms i dades dels qui la posseïren des de l'any 1016. Consta, també, el contracte d'un retaule de l'església quan eren síndics Jaume Vallmajor i altres pagesos, amb el pintor Joan Baptiste, de Lisboa, l'any 1565.